# Clinterocera pilifer
Clinterocera pilifer är en skalbaggsart som beskrevs av Moser 1921. Clinterocera pilifer ingår i släktet Clinterocera och familjen Cetoniidae. Inga underarter finns listade i Catalogue of Life.